# Paulo Lopes de Faria
Paulo Lopes de Faria (Igaratinga, 24 febbraio 1931 – Belo Horizonte, 16 luglio 2009) è stato un arcivescovo cattolico brasiliano.

## Biografia
Figlio di Daniel Lopes de Faria e Maria Christina da Conceição, compì i suoi studi primari al Colegio Benedito Valadares (Igaratinga, 1945-1949), entrando nel seminario provinciale "Coração Eucarístico" a Belo Horizonte.
Nella stessa città compì gli studi umanistici (1949-1951), filosofia (1952-1954) e teologia (1954-1957), specializzandosi poi in liturgia.

### Il sacerdozio
Fu ordinato sacerdote l'8 dicembre 1957.
Fu professore di ebraico, latino, logica minore, esegesi biblica e teologia fondamentale, nel seminario maggiore "Coração Eucarístico" dal 1958 al 1966.
Fu anche economo del suddetto seminario e direttore dell'Opera per le vocazioni sacerdotali.
Dal 1966 al 1980 fu parroco della parrocchia di Nossa Senhora da Piedade nel "Bairro das Indústrias" a Belo Horizonte e anche membro e segretario del consiglio presbiterale dell'arcidiocesi di Belo Horizonte.

### L'episcopato
Il 7 novembre 1980 fu nominato vescovo ausiliare di Niterói, titolare di Telepte. Fu ordinato vescovo il 27 dicembre dello stesso anno.
Il 16 dicembre 1983 fu nominato vescovo di Itabuna.
Dal 1983 al 1995 fu presidente regionale dei vescovi della Regione ecclesiastica Nordeste 3 e responsabile per la liturgia della stessa zona (1983-1995).
Nel 1995 fu nominato arcivescovo coadiutore di Diamantina e il 14 maggio 1997 succedette alla medesima sede.
Fu anche responsabile per la liturgia della Regione ecclesiastica Leste 2, membro della commissione nazionale di liturgia e del consiglio permanente della Conferenza episcopale brasiliana.
Per due mandati fu presidente della Regione ecclesiastica Leste 2.
Il 30 maggio 2007 rassegnò le dimissioni dal governo pastorale.
Spirò il 16 luglio 2009.

## Genealogia episcopale e successione apostolica
La genealogia episcopale è:
- Cardinale Scipione Rebiba
- Cardinale Giulio Antonio Santorio
- Cardinale Girolamo Bernerio, O.P.
- Arcivescovo Galeazzo Sanvitale
- Cardinale Ludovico Ludovisi
- Cardinale Luigi Caetani
- Cardinale Ulderico Carpegna
- Cardinale Paluzzo Paluzzi Altieri degli Albertoni
- Papa Benedetto XIII
- Papa Benedetto XIV
- Papa Clemente XIII
- Cardinale Bernardino Giraud
- Cardinale Alessandro Mattei
- Cardinale Pietro Francesco Galleffi
- Cardinale Giacomo Filippo Fransoni
- Cardinale Carlo Sacconi
- Cardinale Edward Henry Howard
- Cardinale Mariano Rampolla del Tindaro
- Cardinale Joaquim Arcoverde de Albuquerque Cavalcanti
- Arcivescovo Antônio dos Santos Cabral
- Cardinale Carlos Carmelo de Vasconcelos Motta
- Arcivescovo João Rezende Costa, S.D.B.
- Arcivescovo Paulo Lopes de Faria

La successione apostolica è:
- Vescovo Célio de Oliveira Goulart, O.F.M. (1998)